# Simon Wieland
Simon Wieland (* 16. Dezember 2000) ist ein Schweizer Leichtathlet, der sich auf den Speerwurf spezialisiert hat.

## Sportliche Laufbahn
Erste internationale Erfahrungen sammelte Simon Wieland im Jahr 2018, als er bei den U20-Weltmeisterschaften in Tampere mit einer Weite von 70,51 m den achten Platz belegte. Im Jahr darauf siegte er bei den U20-Europameisterschaften im schwedischen Borås mit 79,44 m und stellte damit einen neuen U23-Landesrekord auf. 2021 belegte er dann bei den U23-Europameisterschaften in Tallinn mit 74,75 m den siebten Platz. 2025 siegte er mit 79,33 m bei den World University Games in Bochum.
In den Jahren von 2019 bis 2021 sowie 2024 wurde Wieland Schweizer Meister im Speerwurf.